# Homoneura quadrivitta
Homoneura quadrivitta är en tvåvingeart som först beskrevs av Walker 1849.  Homoneura quadrivitta ingår i släktet Homoneura och familjen lövflugor.
Artens utbredningsområde är Mauritius. Inga underarter finns listade i Catalogue of Life.